# Quatrième législature d'Andorre
La quatrième législature après la constitution du Conseil général d'Andorre s'est ouverte en 2005 et terminée en 2009.

## Composition de l'exécutif
- Syndic général : Joan Gabriel i Estany
- Sous-syndic : Bernadeta Gaspà Bringueret
- Secrétaire général : Valentí Martí Castanyer

## Composition du conseil général

### Circonscriptions paroissiales

#### Canillo
Haut de page

#### Encamp
Haut de page

#### Ordino
Haut de page

#### La Massana
Haut de page

#### Andorre-la-Vieille
Haut de page

#### Sant Julià de Lòria
Haut de page

#### Escaldes-Engordany
Haut de page

### Circonscription nationale
Haut de page